# ديشوشر بيت
ديشوشر بيت هو الاسم المستعار ل Pete Jordan, مؤلف لمجلة مشهورة وكتاب بعنوان Dishwasher, كان يهدف إلى غسل الصحون في كل الولايات الأمريكية. لأكثر من عقد، تنقل من مدينة إلى مدينة ومن ولاية إلى أخرى لغسل الصحون في المطاعم، المستشفيات، الأستراحات، منتجعات التزلج، المخيمات، التجمعات المحلية، وحتى في مصنع لتعليب الأسماك، محطة نفط بحرية، واستراحة قطار، تقريباً أي مكان يوجد فيه صحون متسخة. في أحد المرات كان مدعواً للاستضافة في برنامج العرض المتأخر مع ديفيد ليترمان. لم يكن يرغب بالظهور على التلفزيون الوطني، لذلك أرسل صديق له للتظاهر بأنه هو. لاحقاً بأثناء الترويج لكتابه، ظهر Pete بنفسة مع المقدم letterman  وناقشا معا مظهره السابق.
العدد الخامس عشر من مجلة dishwasher لم تعد متوفرة للطباعة من دور النشر. من المذكرات التي نشرت لJordan في سنوات غسل الصحون في كتاب Dishwasher: سعى لغسل الصحون في جميع الولايات الأمريكية الخمسين في دار النشر Harper Perennial  في عام 2007; تم مراجعتها بشكل إيجابي في شيكاغو. دون مراجعتها، الكاتب في صحيفة نيويورك تايمز رفضها بشكل مبدأي; وبعد انتقادات واسعة من قراء مقالاته، كتب: "يا فتى، هل كنت مخطئًا في ذلك - إنه مكتوب بشكل جيدًا للغاية ويستكشف جزء من الثقافة الأمريكية، عمل Jordan فيها منذ أكثر من عقد، بذوق وأحساس حقيقيي وروح الدعابة.
ساهم Dishwasher Pete في خمس حلقات من البرنامج الإذاعي This American Life. ونشرت كتاباته أيضًا على موقع Open Letters الإلكتروني.
تطوع Dishwasher Pete أيضًا في تجارب الأدوية التي لم يتم تجربتها على الحيوانات من قبل، وساهم بمقالات في " Guinea Pig Zero: A "Journal for Human Research Subjects zine.
في عام 2002 انتقل Pete للعيش في أمستردام، حيث أُعجب في حضارة وتاريخ مدينة راكبي الدرجات. مما جعلة يكتب كتابة الثاني In the City of Bikes: The Story of the Amsterdam Cyclist (Harper Perennial, 2013)

## أقتباس
«فقط استمر في الغسيل».- بوب دول، رداً على سؤال بيت غسل الصحون بنصائحه لغسالات الصحون في أمريكا، في مؤتمر صاحب مطعم